# Doppio sogno
Doppio sogno (titolo originale tedesco Traumnovelle, ossia Novella del sogno) è un racconto, o novella, di Arthur Schnitzler. Inizialmente, l'autore avrebbe voluto chiamarlo Doppelnovelle (i.e., Doppia novella), un titolo provvisorio che rimase fino al 1924, ma che poi egli cassò. Apparve dapprima a puntate sulla rivista di moda berlinese «Die Dame» dal dicembre 1925 (n.6) al marzo 1926 (n.12); lo stesso anno uscì il libro per i tipi di S. Fischer Verlag.
Doppio Sogno, titolo scelto per tutte le edizioni italiane, si inserisce nell'estetica del Modernismo Viennese di inizio secolo XX. Racconta la crisi che colpisce una giovane coppia borghese nella Vienna degli Anni Venti, il medico Fridolin e la moglie Albertine: sarà quest'ultima a compiere, tramite il sogno che rappresenta il climax della storia, una sorta di viaggio liberatorio negli abissi della coscienza. La crisi della coppia borghese, con l'incomunicabilità del matrimonio che turba l'equilibrio uomo/donna, per Schnitzler è emblematica della crisi dell'individuo di fronte alla realtà dell'esistenza.

## Trama
Il medico Fridolin ha sposato la giovane Albertine ed hanno una figlia.
Una sera, dopo un ballo in maschera nel corso del quale a entrambi sono state rivolte offerte amorose, tornano a casa carichi di un'insolita eccitazione e trascorrono una notte di insolita passione. Il giorno dopo tra loro qualcosa è cambiato, e la sera, dopo aver messo a letto la figlioletta, iniziano ad analizzare i sentimenti e i desideri della notte precedente. In conseguenza delle audaci confessioni della giovane moglie sui suoi sogni e desideri prima del matrimonio e nel corso del fidanzamento, Fridolin comincia a provare verso di lei dei sentimenti ambivalenti, soprattutto dopo che Albertine gli racconta di un giovane, conosciuto durante una vacanza in Danimarca, a cui, se glielo avesse chiesto, si sarebbe certamente concessa.
La sincerità apparentemente ingenua di Albertine spinge Fridolin, forse un po' per ripicca, a una confessione simile. Le racconta di una ragazza giovanissima, forse quindicenne, con cui aveva avuto un eccitante scambio di occhiate, e che aveva suscitato in lui una forte eccitazione, sempre durante la vacanza danese.
I due decidono di raccontarsi sempre in futuro gli accadimenti di quel genere.
In quel momento Fridolin viene chiamato al capezzale di un paziente, un consigliere. Quando arriva all'appartamento, Fridolin trova il consigliere già morto. La figlia e devota infermiera del consigliere è stremata dal dolore, e, forse proprio perché ha abbassato le difese, all'improvviso confessa il suo amore per Fridolin. Appena fatta questa dichiarazione, arriva il suo fidanzato, in compagnia di alcuni parenti del morto. 
Fridolin è lieto di andarsene, ma non ha alcuna fretta di tornare a casa. Cammina per le strade finché, come per caso, incontra una prostituta che lo abborda. La segue nella sua stanza, ma la giovinezza della ragazza e un certo disgusto lo trattengono dal fare l'amore con lei. Tuttavia ancora non ha voglia di tornare a casa, ed entra in un caffè di terza categoria in cui sta suonando un pianista. Presto nota un uomo seduto al tavolino di fronte, e riconosce in lui un certo Nachtigall, un suo ex compagno di università che, dopo aver abbandonato lo studio della medicina, si era fatto conoscere per il suo modo di fare sconsiderato (si era guadagnato, ricorda Fridolin, un'ingiuria antisemita da un banchiere ebreo nella cui casa si era comportato male).
I due uomini bevono qualcosa insieme e iniziano a rivangare il passato. Presto Nachtigall eccita la curiosità di Fridolin accennando a quello che è in procinto di fare. Per guadagnarsi da vivere, Nachtigall suona il piano in casa di certi ricchi, molto tardi la notte, nel corso di quelle che hanno tutta l'apparenza di raffinatissime orge. Talmente scandalosa è la condotta dei presenti che Nachtigall suona con gli occhi bendati. Può solo indovinare quello che accade, ma - si suppone - per
lui varrebbe la pena di rischiare la vita pur di vedere qualcosa. 
Fridolin vuole assolutamente sapere come fare ad entrare e scopre che è sufficiente conoscere la parola d'ordine. Nachtigall dice che una carrozza passerà a prenderlo e lo condurrà a un indirizzo che non conosce. Gli ospiti all'orgia saranno tutti in costume e maschera. Fridolin corre a un vicino negozio di costumi teatrali - dove, per caso, una volta ha fatto una visita medica - con l'intenzione di essere di ritorno in tempo per farsi confidare la parola d'ordine da Nachtigall, la cui riluttanza a rivelarla non sembra molto ferma.
È tardissimo, ma il costumista, un ambiguo personaggio di nome Gibiser, vive sul posto. Fridolin lo persuade ad affittargli un travestimento da monaco e, mentre vanno a prenderlo, si accorge della presenza di due uomini apparentemente intenzionati ad approfittare sessualmente della «figlia» di Gibiser, una ragazza mentalmente ritardata ma dal dolce seno che ricorda la ragazzina che aveva eccitato Fridolin in Danimarca. Fridolin, indignato ma anche eccitato da quella tentatrice ritardata, mette in guardia Gibiser dalle conseguenze del prostituire una minorenne. Poi, con il saio da monaco e la mascherina, corre a cercare Nachtigall, che gli comunica la parola d'ordine: «Danimarca».
Immediatamente ferma una vettura e segue la carrozza di Nachtigall fino alla sua segreta destinazione. Mentre la carrozza si avvicina a una villa fuori città Fridolin è nervoso, ma risoluto a portare a termine la sua avventura. Percorre il vialetto d'accesso e si unisce agli altri invitati in maschera che stanno entrando. La parola d'ordine «Danimarca» pare sufficiente a dissipare i sospetti. Si ritrova così tra uomini e donne di grande bellezza che hanno l'aria di riconoscersi l'un l'altro, in qualche modo, il diritto di essere presenti. Una donna sembra invece intuire che Fridolin è un intruso, e gli consiglia di andarsene prima che sia troppo tardi. Ma lui preferisce affrontare la propria sorte.
Immaginando di farla franca, ignora un altro deciso avvertimento da parte della bella donna che, per qualche motivo, si preoccupa per lui. Dopo un momento di trambusto tutte le donne sono nude. Mentre Fridolin prende sempre più coscienza del suo isolamento, due gentiluomini gli si avvicinano con aria minacciosa e gli chiedono la parola d'ordine. Fridolin ripete «Danimarca», ma loro gli dicono che quella è la parola d'ordine per entrare e che ce n'è un'altra per la casa. Finge allora di averla dimenticata, ma i due non sembrano gradire la sua risposta.
Fridolin viene portato in una stanza laterale in cui ci sono solo uomini. Si ritrova così minacciato da una folla ostile. Un uomo prende in mano la situazione e gli ingiunge di togliersi la maschera e di dichiarare chi egli sia. Fridolin dice che lo farà solo se lo faranno anche gli altri, ma gli uomini non accettano. Sembra sul punto di essere picchiato, o addirittura ucciso, quando la bella donna che in precedenza lo aveva supplicato di andarsene entra nella stanza. Affrontando gli uomini da sola, offre, o meglio chiede che Fridolin venga risparmiato e che possa essere punita lei al suo posto. 
Fridolin dapprima rifiuta ma, non potendo impedire il gesto sacrificale della bella donna, è trascinato via e caricato su una carrozza che si allontana a tutta velocità. La carrozza procede così rapida, e con tanta temerarietà, che Fridolin cerca di aprire le portiere per scendere, ma inutilmente. Infine viene lasciato in un luogo vicino a casa e, confuso ed esausto, ritorna dalla moglie, che in quel momento si sta svegliando da un sogno.
Dopo aver nascosto il saio in un armadio, si corica accanto ad Albertine, che gli racconta la puntata successiva della sua onirica vita erotica. Fridolin intanto è ancora ossessionato dalla donna che, a quanto sembra, ha preso su di sé i suoi peccati, e si domanda se non sia stata tutta una farsa. Albertine gli narra il lungo inquietante sogno da cui si è appena destata, rendendo furibondo Fridolin con la sua franca descrizione di come il suo amante danese l'abbia amata in una scena di amore di gruppo. Mentre sta godendosi uno sfrontato rapporto sessuale con il suo amante, in qualche modo Albertine vede che suo marito viene arrestato in una città situata molto più in basso rispetto al luogo in cui si trova lei. Le stava comprando degli oggetti di lusso che lei non desidera. E anche mentre lui viene frustato e sembra sul punto di essere crocifisso, l'atteggiamento di Albertine, nel sogno, si mantiene più sprezzante che addolorato.
Il lungo resoconto dell'indifferenza della moglie di fronte alla sua umiliazione e morte imminente genera in Fridolin un nuovo moto di indignazione. È come se l'infedeltà di Albertine nel sogno fornisse una giustificazione alla sua decisione di ritrovare la donna che si è offerta volontariamente di essere punita o uccisa al suo posto.
Fridolin dorme un sonno agitato fino al mattino presto. Poi, lasciando la moglie, si reca all'ospedale, dove conduce le sue visite con la dovuta diligenza. Appena possibile però si precipita al sordido albergo in cui alloggia Nachtigall. Il portiere gli dice che il pianista è già andato via. Due uomini sono venuti a prenderlo verso un'ignota destinazione.
Fridolin riporta il saio da monaco al costumista. Evidentemente Gibiser non ha dato ascolto ai suoi avvertimenti, dato che uno dei pedofili della notte precedente sta uscendo proprio in quel momento dal negozio, con un atteggiamento in cui non si indovinano né vergogna né scuse.
Fridolin affitta una carrozza e riesce a ritrovare la casa in cui ha avuto luogo il ballo in maschera. Non fa in tempo ad arrivare alla porta, che dalla casa esce un servitore con un ultimo avvertimento di abbandonare le ricerche.
Fridolin torna in città, frustrato, ma ancora deciso a risolvere il mistero e determinato ad approfittare di tutte le opportunità sessuali che in precedenza ha disdegnato. Tuttavia, quando va a trovare la figlia del consigliere la trova poco appetibile e poco disponibile; è in procinto di lasciare la città con il suo fidanzato, e non vedrà mai più Fridolin. Invece la giovane prostituta, a cui Fridolin porta in elemosina un pacchettino di cibo sostanzioso, è stata portata in ospedale: ha la sifilide o la tubercolosi e per qualche tempo non tornerà a casa, gli dice un'altra prostituta i cui approcci non lo conquistano.
Infine Fridolin legge sul giornale del misterioso avvelenamento di una certa baronessa D. (Dubieski) in un albergo signorile a cui aveva fatto ritorno, a tarda notte, accompagnata da due uomini. È stata portata al Policlinico in stato di incoscienza. Non c'è alcuna prova che si tratti della stessa donna, ma il medico salta alla conclusione che la coincidenza è in sé una prova. Si precipita dapprima all'ospedale, dove viene a sapere che la donna è morta, e poi all'obitorio, dove in qualità di medico gli è permesso accedere ai cadaveri - tra i quali, naturalmente, c'è quello della baronessa. Fridolin esamina il corpo senza raggiungere la certezza di trovarsi di fronte a ciò che rimane della bellezza che si è sacrificata per salvarlo. Nondimeno egli è quasi eccitato dal fascino del corpo femminile disteso di fronte a lui. Si china sulla donna, ma viene richiamato all'ordine dal patologo in servizio all'obitorio, che, mentre Fridolin si allontana, gli chiede se fosse lei. Il medico esita e poi annuisce in silenzio.
Una volta uscito, si rende conto che la sua avventura volge al termine. Torna a casa. Sul cuscino, accanto alla moglie addormentata, che è di nuovo a letto, vede con orrore la mascherina affittata da Gibiser e racconta allora ad Albertine tutta la storia, come se fosse l'unico modo per salvare il loro matrimonio. 
Alla fine le domanda: "Che dobbiamo fare, Albertine?". Lei sorride, e dopo una breve esitazione risponde "Ringraziare il destino, credo, di essere usciti incolumi da tutte le nostre avventure ... da quelle vere e da quelle sognate".
Sonnecchiando uno accanto all'altra, marito e moglie sembrano riconciliati e vengono svegliati dalla luce del sole e dal riso della figlioletta.

## Critica
Traumnovelle fu scritta tra il 1921 e il 1925, anche se era già stata abbozzata diversi anni prima, nel 1907. La conoscenza reciproca con Sigmund Freud e il fatto che Schnitzler conoscesse L'interpretazione dei sogni non autorizzano a ipotizzare una qualsiasi dipendenza del racconto dagli scritti del padre della psicoanalisi. Anzi, il primo a mettersi in contatto con il concittadino fu proprio Freud, nel 1922:
(Sigmund Freud, lettera del 14 marzo 1922)
È Freud quindi a riconoscere al narratore doti di indagatore della psiche umana, anche se l'ammirazione e il riconoscimento sono reciproci:
(Arthur Schnitzler, Diario 1924)
Il concetto al quale Doppio sogno fa riferimento non è tratto dalla teoria psicoanalitica, è anzi un conio dell'autore: si tratta del «medioconscio» (Mittelbewusstsein, o anche Halbbewusstsein),
(Arthur Schnitzler)

## Opere derivate
in ordine cronologico
- 1969: il romanzo venne adattato e diretto da Wolfgang Glück in un film per la televisione austriaca col titolo di Traumnovelle. Al momento tale adattamento è disponibile in internet soltanto in lingua originale (il tedesco), con sottotitoli in inglese.
- 1983:  un altro adattamento avvenne per opera del regista siciliano Beppe Cino, con il nome Il cavaliere, la morte e il diavolo.[5]
- 1989: un ulteriore timido tentativo di trasposizione fu realizzato nel 1989 dal regista italiano Mario Bianchi, intitolato Ad un passo dall'aurora con coprotagonista Tinì Cansino. In una cornice carnevalesca veneziana. Nel film non sono presenti scene erotiche esplicite. La trama del film si trasforma, a poco a poco, in  un thriller, divenendo il protagonista succube della potente congrega mascherata.
- 1999: la trasposizione più nota è quella del celebre regista Stanley Kubrick intitolata Eyes Wide Shut. Ambientata nella New York contemporanea, vede come protagonisti l'allora coppia Tom Cruise e Nicole Kidman ed una lunga ed estenuante gestazione. Lo stesso Kubrick ne curò la sceneggiatura con lo scrittore Frederic Raphael.
- 2015 - 2016: uno spettacolo teatrale ispirato alla novella di Schnitzler è scritto e diretto da Giancarlo Marinelli e portato in tour, tra il 2015 ed il 2016, nei teatri italiani.[6]
- 2021: il  racconto è stato adattato come radiodramma per la BBC Radio 4 con il titolo di Dream Story e narrato da Paul Rhys.
- 2021: verso la fine del 2021 al Piccolo Teatro "Studio Melato" di Milano è andato in scena un adattamento teatrale di Riccardo Favaro, per la regia di Carmelo Rifici, con scene di Paolo Di Benedetto, costumi di Margherita Baldoni, luci di Gianni Staropoli, movimenti coreografici curati da Alessio Maria Romano e musiche di Federica Furlani.

## Edizioni italiane
- Doppio sogno, in Novelle, traduzione di Giuseppe Farese, Roma, Edizioni dell'Ateneo, 1972.
  -  Doppio sogno, trad. e Nota di G. Farese, Collana Piccola Biblioteca n.52, Milano, Adelphi, 1977,  p. 131, ISBN 88-459-0326-5. - Collana gli Adelphi n.131, Milano, Adelphi, maggio 1998; Milano, Mondolibri, 1999; La Biblioteca di Repubblica, Roma, Gruppo L'Espresso, 2002.
- Doppio sogno, traduzione e Introduzione di Paola Capriolo, Collana Einaudi Tascabili n.946, Torino, Einaudi, 2002, ISBN 978-88-061-4082-3.
- Doppio sogno, traduzione di Claudio Groff, Introduzione di Giulio Schiavoni, Collana BUR, Milano, BUR, 2002; nuova ed. aggiornata, Collana BUR Grandi Classici, Milano, Rizzoli, 2024.
- Doppio sogno, traduzione di Stefania Di Natale, Introduzione di Giorgio Manacorda, Collana Biblioteca Economica n.141, Roma, Newton Compton, 2005, 2007, ISBN 978-88-828-9820-5. - Collana Grandi Tascabili Economici n.679, Newton Compton, 2010, ISBN 978-88-541-2080-8; House Book, 2024, ISBN 978-88-932-2944-9.
- Doppio sogno, traduzione e cura di Silvia Borri,  a cura di A. Büchi, Collana I nuovi classici, Siena, Barbèra, 2007, ISBN 978-88-789-9138-5; Collana I grandi classici, Santarcangelo di Romagna, 2010, ISBN 978-88-180-2750-1; Collana UEF. I Classici n.2254 (253), Milano, Feltrinelli, 2012, ISBN 978-88-078-2254-4; Collana Futuro anteriore, Roma, Theoria, 2021, ISBN 978-88-549-8197-3; Collana Grandi Classici, Crescere, 2022.
- Doppio sogno, traduzione di C. Marmugi, testo tedesco a fronte, Milano, Alia, 2009, ISBN 978-88-963-2104-1.
- Doppio sogno, traduzione di Nicoletta Ragazzini, Collana Classici tascabili n.78, Milano, BCD [Baldini Castoldi Dalai], 2012, ISBN 978-88-662-0334-6.
- Doppio sogno, traduzione di Nicoletta Giacon, Collana I grandi libri. Novecento, Milano, Garzanti, 2018, ISBN 978-88-116-0366-5.